# Gesundheitsprüfung (Versicherung)
Die Gesundheitsprüfung (auch Risikoprüfung) ist in der Personenversicherung das von Versicherern verlangte Gesundheitszeugnis eines Arztes über den Gesundheitszustand eines Versicherungsnehmers oder einer versicherten Person.

## Allgemeines
Bei Personenversicherungen steht das Gesundheitsrisiko der versicherten Person im Vordergrund, so dass der Versicherer die Eintrittswahrscheinlichkeit eines Versicherungsschadens durch die Gesundheitsprüfung abschätzen muss. Die Gesundheitsprüfung findet vor Abschluss des Versicherungsvertrages statt, so dass der Versicherer entscheiden kann, ob er das Gesundheitsrisiko versichern kann oder nicht (Versicherbarkeit). Bei gegebener Versicherbarkeit kann er die Höhe der Versicherungsprämie hieran orientieren. Bei Verträgen mit einer niedrigen Versicherungssumme findet lediglich eine Befragung der versicherten Person statt, bei höheren Summen (etwa ab 400.000 Euro) ist eine ärztliche Untersuchung erforderlich.
Bereits 1868 entwickelte die Gothaer Lebensversicherungsbank ein spezielles Formular für die ärztliche Untersuchung (Gesundheitszeugnis).

## Rechtsfragen
Der Versicherungsnehmer hat gemäß § 19 Abs. 1 VVG eine Anzeigepflicht bis zum Abschluss des Versicherungsvertrags für die ihm bekannten Gefahrumstände, die für den Entschluss des Versicherers, den Versicherungsvertrag mit dem vereinbarten Inhalt zu schließen, erheblich sind und nach denen der Versicherer in Textform gefragt hat. Arglistiges Verschweigen von Krankheiten macht den Vertrag anfechtbar (§ 22 VVG). Das Gesundheitszeugnis gehört zu den Obliegenheiten des Versicherungsnehmers (§ 28 VVG). Nach § 56 Abs. 1 VVG kann der Versicherer bei Verletzung der Anzeigepflicht den Versicherungsvertrag kündigen und die Leistung verweigern.
Die Erhebung personenbezogener Gesundheitsdaten durch den Versicherer ist gemäß § 213 Abs. 1 VVG zulässig und darf nur bei Ärzten, Krankenhäusern und sonstigen Krankenanstalten, Pflegeheimen und Pflegepersonen, anderen Personenversicherern und gesetzlichen Krankenkassen sowie Berufsgenossenschaften und Behörden erfolgen. Sie ist nur dann zulässig, wenn die Kenntnis der Daten für die Beurteilung des zu versichernden Risikos oder der Leistungspflicht erforderlich ist und die betroffene Person eine Einwilligung erteilt hat.
Von der Risikoprüfung gibt es bestimmte gesetzliche Ausnahmen, etwa bei Verträgen im Basistarif (§ 203 Abs. 1 Satz 2 VVG) und in der Kindernachversicherung (§ 198 VVG). Der Kontrahierungszwang für den Basistarif gilt nach § 193 Abs. 5 Satz 4 VVG nicht, wenn durch den Versicherungsnehmer die vorvertragliche Anzeigepflicht aus § 19 VVG verletzt wurde. Der Bundesgerichtshof (BGH) hat im Juli 2016 entschieden, dass beim Tarifwechsel in der privaten Krankenversicherung keine erneute Gesundheitsprüfung durchgeführt werden darf.
§ 18 GenDG setzt dem Versicherer Grenzen bei der Erhebung von Daten aus DNA-Analysen.

## Bedeutung
Eine Risikoprüfung spielt im Versicherungswesen vor allem im Bereich der Personenversicherungen eine bedeutende Rolle. Im Mittelpunkt steht dabei der Gesundheitszustand des potentiellen Kunden, unter dessen Kenntnis die Versicherung bewertet, ob oder unter welchen Voraussetzungen ein Versicherungsvertrag zustande kommt. Für den Versicherer ist der Gesundheitszustand relevant, da im Rahmen der Personenversicherung individuelle Risiken versichert werden, deren Tragweite wesentlich von der Gesundheit zum Eintrittszeitpunkt abhängt.
Es werden Daten zum Geschlecht, Alter, Beruf, dem Wohnort, dem derzeitigen Gesundheitszustand, Angaben über gefährliche Sportarten etc. erhoben. Zum subjektiven Risiko zählt hierbei das persönliche Verhalten des Versicherungsnehmers, wie die Einstellung zu Krankheiten, oder die weiteren Absicherungen, die der Versicherungsnehmer tätigt.
Einem Versicherungsunternehmen steht es frei, Anträge abzulehnen oder nur unter bestimmten Voraussetzungen anzunehmen. Erst wenn sich Versicherungsnehmer und Versicherer einig sind, kommt ein Vertrag zustande. Beim Invitatio-Modell gilt dies entsprechend, hier ist allerdings die Reihenfolge der Willenserklärungen vertauscht.

## Vorgehensweise
Grundsätzlich gibt es eine Gesundheitsprüfung im Bereich der privaten Krankenversicherung und im Bereich der biometrischen Risiken wie Risikolebensversicherung, Berufsunfähigkeitsversicherung, Erwerbsunfähigkeitsversicherung und anderen Versicherungen, bei denen die Gesundheit bzw. Krankengeschichte des Versicherten eine zentrale Rolle für das Risiko spielt. Daneben kann auch in Kombinationsprodukten eine Gesundheitsprüfung durchgeführt werden.
Ein Versicherer stellt die Gesundheitsfragen grundsätzlich in Textform im Rahmen der Antragsformalitäten. Gemäß § 19 Abs. 1 VVG ist der Versicherungsnehmer verpflichtet, dem Versicherer die ihm bekannten Gefahrumstände, nach denen der Versicherer in Textform gefragt hat, diesem mitzuteilen. Sollten Angaben für den Versicherer unklar oder unvollständig sein, erhält der Kunde vom Versicherer Fragebögen zu den einzelnen Vorerkrankungen, die vom Kunden ausgefüllt werden müssen.
Im Rahmen der Antragsformalitäten bzw. der Gesundheitsprüfung verlangen Versicherungsgesellschaften nicht selten eine Schweigepflichtentbindung für behandelnde Ärzte. Damit kann der Versicherer die Angaben direkt vom Arzt anfordern und überprüfen.
Für die Richtigkeit und Vollständigkeit der Angaben ist in jedem Fall der Versicherungsnehmer verantwortlich. Aus diesem Grund sollten sich Antragsteller bereits im Vorfeld mit den zu erwartenden Fragen auseinandersetzen. Typisch ist, dass sich die Gesundheitsfragen über ambulante Therapien der letzten 3 Jahre, stationäre Behandlungen der letzten 5 Jahre und psychotherapeutischen Behandlungen der letzten 10 Jahre erstrecken. Einige Versicherer fragen aber auch unbefristete Zeiträume ab. Beispielsweise können je nach Fragestellung u. a. anzugeben sein: psychische Leiden, jegliche bei der Anamnese (etwa auf Fragebögen vor operativen Eingriffen) gemachte Angaben, Mittel der Selbstmedikation, prophylaktische Bluttests, vom Arzt in der Patientenkarte oder bei Rezepten vermerkte Diagnosen, die Entfernung gutartiger Muttermale, der Konsum von Zigaretten, Alkohol und anderen Drogen sowie diverse Symptome (etwa Kopfschmerzen, Prüfungsangst, Schlaf- und Konzentrationsstörungen, Verstauchungen usw.), selbst wenn kein Arztbesuch erfolgte. Der Versicherungsnehmer kann hierfür bei Ärzten einen Auszug aus seiner Patientenakte anfordern oder sich an seine Krankenkasse wenden. Relevant sind auch Behandlungen, die nicht von der Krankenkasse übernommen werden. Der Patient muss dabei nur allgemein die Beschwerden angeben und muss keine medizinischen Fachausdrücke verwenden. Lässt der Antragsteller Vorerkrankungen oder andere Gefahrumstände unerwähnt, gefährdet er damit den Versicherungsschutz.

## Konsequenzen
Je nach Gesundheitszustand hat der Versicherer vier Möglichkeiten:
- Annahme des Antrags ohne Einschränkung,
- Annahme des Antrags zu einer höheren Prämie,
- Annahme des Antrags mit einem Ausschluss für bestimmte Erkrankungen oder
- Ablehnung des kompletten Antrags.

### Falsche Angaben
Macht ein Kunde wissentlich oder unwissentlich falsche Angaben, hat dies Konsequenzen für den Versicherungsvertrag.
- Grundsätzlich hat der Versicherer in diesem Fall das Recht, vom Vertrag zurückzutreten.
- Sollten falsche Angaben weder vorsätzlich noch grob fahrlässig gemacht worden sein, hat der Versicherer nur die Möglichkeit, den Vertrag zu kündigen. Dazu räumt der Gesetzgeber dem Versicherer die Frist von einem Monat ein, das Rücktrittsrecht ist in diesem Fall ausgeschlossen.
- Sollten die Angaben grob fahrlässig gemacht worden sein, besteht die Möglichkeit, den Vertrag zu geänderten Konditionen weiterzuführen. Insbesondere kann der Versicherer Leistungen aufgrund einer Vorerkrankung ausschließen oder einen Beitragszuschlag verlangen.
- Im Falle eines Ausschlusses oder eines Zuschlages von über 10 % der Prämie durch die Versicherung im Rahmen der Verletzung der vorvertraglichen Anzeigepflicht (§19 Abs. 4 Versicherungsgesetz) hat wiederum der Versicherungsnehmer das Recht, den Vertrag innerhalb eines Monats fristlos zu kündigen (§ 19 Abs. 6 Versicherungsvertragsgesetz). Keine Verlängerung der Widerrufsfrist von 14 Tagen gibt es aber, wenn die Versicherung einen normalen Antrag des Kunden nur mit Ausschlüssen oder Risikozuschlägen, die die Prämie um mehr als 10 % erhöhen, annehmen möchte. Hierbei handelt es sich ja nicht um die Verletzung der vorvertraglichen Anzeigepflicht.
- Im Falle einer arglistigen Täuschung kann der Vertrag auch angefochten werden.

Seit dem 1. April 2011 unterhält der Gesamtverband der Deutschen Versicherungswirtschaft (GDV) zum Zweck der Risikoprüfung und zur Aufklärung von Schadensfällen mit Manipulationsverdacht das Hinweis- und Informationssystem (HIS).